# Léon Deschamps
Pour les articles homonymes, voir Léon Deschamps (artiste) et Deschamps.
Léon Charles Deschamps, né le 1er octobre 1863 à Sauzé-Vaussais et mort le 28 décembre 1899 à Paris (6e), est un romancier et poète français, connu surtout pour avoir été le fondateur de la revue littéraire La Plume.

## Biographie
Fils d'un cuisinier, il ne dépasse pas le niveau des études primaires et commence à travailler avec son père, dont il hérite. En 1879, après avoir perdu ses économies dans une obscure affaire financière, il se fixe à Paris, où il passe le concours de secrétaire de commissaire. Grâce à l'appui de son ami Léon Maillard et de Léopold Goirand, futur député républicain des Deux-Sèvres et qui connaissait son père, il entre comme employé à La Gazette du Palais, fondé par Goirand en 1881, où selon Alix Jean[Où ?], il est chargé de vendre des ouvrages de droit. Cet emploi subalterne lui permet de côtoyer des journalistes, le monde de l'édition, de se former au commerce, et de se faire quelques relations. Après avoir publié quelques ouvrages à compte d'auteur (poésie et roman), il fait paraître le premier numéro de La Plume le 15 avril 1889 avec l'aide de René Ponsard qui lui avance le coût de l'impression, soit 1 500 francs. Cette revue, Deschamps la veut au service des jeunes écrivains et artistes. 
Pendant dix ans, secondé entre autres par Maillard et Paul Redonnel, il fait de cette revue le fer de lance du mouvement symboliste, et la transforme en société anonyme. En effet, il lance parallèlement une maison d'édition, la Bibliothèque artistique et littéraire, aux bureaux de La Plume, au no  31 de la rue Bonaparte à Paris, qui publie Laurent Tailhade, Henry Becque, Fernand Clerget, Hugues Rebell, Maurice Du Plessys, Louis Dumur, Jean Moréas, Charles-Louis Philippe, Ernest Raynaud, Adolphe Retté, Paul Verlaine, et bien d'autres. 
Initiateur avec Maillard de dîners littéraires et des fameuses soirées de La Plume au café de Fleurus puis au caveau du Soleil d'or où l'on croisait Guillaume Apollinaire, Jean Moréas, Nicolas Deniker, le peintre et graveur Edmond-Marie Poullain et beaucoup d'autres, il est également en avril 1894 le fondateur du salon des Cent, où des peintres inconnus pouvaient accrocher leurs toiles parmi celles des célébrités du moment et qui eut 53 éditions : la société La Plume en était l'organisatrice, en même temps que l'éditrice de nombreux produits graphiques.
Alors que son entreprise semble bénéficiaire et connaître un véritable succès dans le milieu de l'art, il meurt subitement à son domicile, 31 rue Bonaparte, le 28 décembre 1899 des suites d'un érysipèle de la face et il est inhumé à Boulogne-sur-Mer où il avait l'habitude de se reposer. Marié en 1892, il laisse une fille, Charlotte, dont Aurélien Scholl devient le tuteur.
En avril 1900, le conseil d'administration de la société anonyme La Plume nomme Karl Boès qui ainsi lui succède officiellement à la tête de la revue et de l'entreprise.

## Œuvres
- À la gueule du monstre : poèmes, Dupret, 1886.
- Les Contes à Sylvie : nouvelles, Paris, Jules Lévy, 1887.
- Le Village, mœurs paysannes, Paris, Jules Lévy, 1888.
- Alphonse Mucha et son œuvre, 127 illustrations par A. Mucha, et un portrait-charge de l'artiste par Whidhopff, Paris, Société anonyme La Plume, 1897.

## Portraits

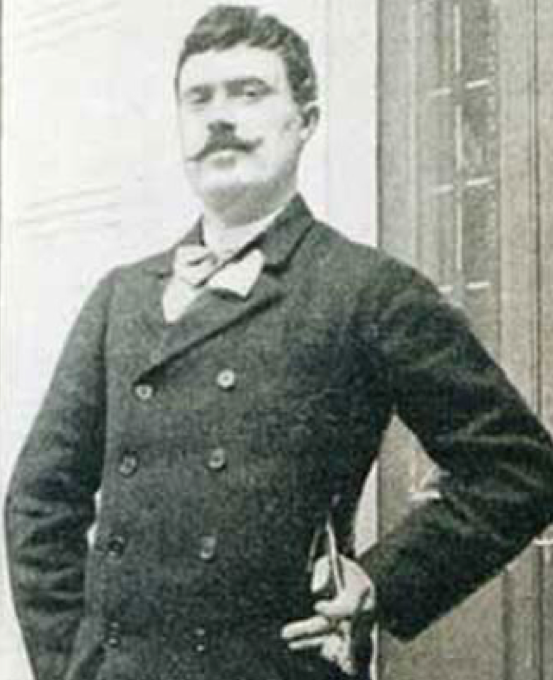
Portrait photographique publié dans La Revue encyclopédique (1900).
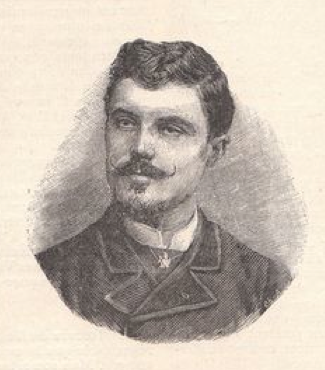
Portrait gravé publié dans La Plume en janvier 1900.
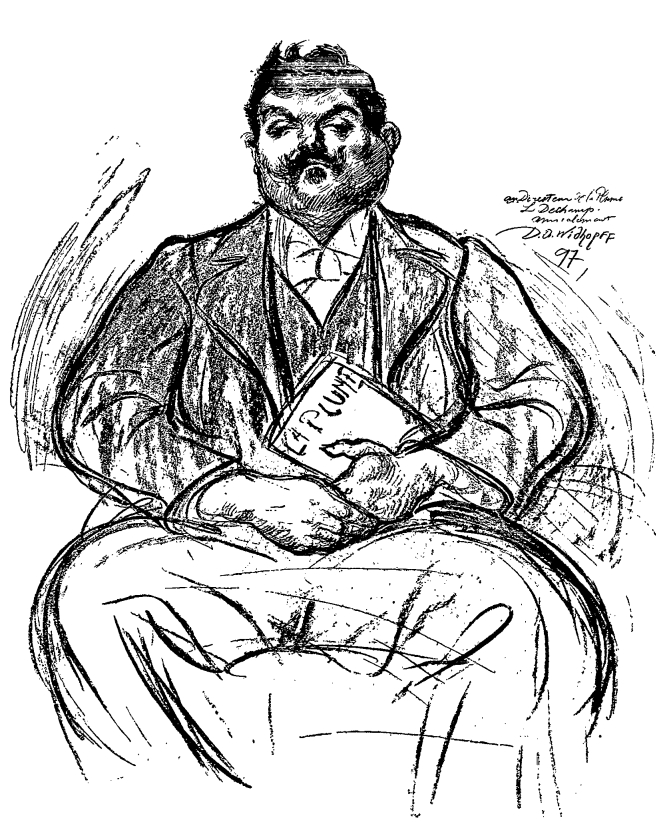
Dessin de David Ossipovitch Widhopff (1897).